# Näverolja
Näverolja är en typ av lättflytande olja som utvinns ur björknäver.
Oljan har historiskt använts som lädersmorning av bland annat skor eller seldon till hästar – och görs så än i dag i stora delar av Östeuropa.  Denna har i århundraden använts som skyddsmedel för läder och som naturmedicin, framför allt i Ryssland, varför den också ofta kallas ryssolja. 
Näverolja tillverkas genom att man torrdestillerar den grova, svarta björkbarken på samma sätt som när man gör trätjära. När nävern är av bra kvalitet kan näverolja utvinnas. Näverolja av särskilt fin kvalitet är helt genomskinlig.
Den har liknande namn även i baltstaterna och andra delar som varit under sovjetisk ockupation.

## Framställning av näverolja
Receptet är ursprungligen publicerat 1746 av Linnés lärjunge Pehr Kalm och baseras på gammal björknäver.
1. ”Man tager gammal näver, ju äldre ju bättre …” och skär den i stycken.
2. Styckena sätts på kant i botten på en gryta, så tätt som möjligt, över hela grytbotten.
3. Grytan täcks med trälock, som ges ett hål i mitten, som oljan ska rinna ut igenom.
4. En grop grävs i jorden, där en uppsamlingsskål läggs.
5. Grytan stjälps så att locket hamnar nederst, med botten av grytan uppåt.
6. Öppningarna kring grytbädden tätas med lera och jord. Ingen luft får komma åt processen.
7. Därefter eldar man anrättningen i fem timmar eller mer, så att oljan tränger ut ur nävern och rinner ner i skålen.

Källa: Kalm 1960; ursprungligen publicerad 1746

## Läs mera
- Historiska hantverk på Stadsmuseet IV: Ryssoljans återkomst – för den som vill ha en modern beskrivning på framställningen.